# Ana Gertrudis Urrutia de Urmeneta
Ana Gertrudis de Urrutia Garchitorena (Cádiz, 1812 -1850) foi uma pintora espanhola do século XIX que viu o seu mérito reconhecido pela Academia de Belas Artes de Cádiz em 1846.

## Biografia
Ana Gertrudis de Urrutia Garchitorena, nasceu em Cádiz em 1812, vindo a falecer em 1850 na mesma cidade. 
Era filha de Tomás de Urrutia e de Ana Garchitorena, e irmã do artista e escritor Francisco Javier de Urrutia, que orientou a sua educação artistica.
Como pintora destacou-se no género histórico e religioso. As suas obras bem estruturadas, mostram um estilo de raízes neoclássicas, com alguma influência de Murillo.
Casou com o pintor Juan José de Urmeneta, que foi director na Academia de Belas Artes de Cádiz.

## Obra
Realizou um considerável número de pinturas a óleo que expôs em Cádiz. Entre as suas obras destacam - se: um São Gerónimo, uma pintura de escola holandesa, que foi por ela oferecido à  Catedral de Cádiz; Santa Filomena e a ressurreição da carne, e uma pintura a óleo conhecida como O Julgamento, que foi exposta em Cádiz em 1846. Também são dignas de menção as obras:
- A estigmatização de São Francisco, também conhecida como Visão das Chagas de São Francisco, executada em 1841, que se encontra no Museu da Catedral de Cádiz.
- Retrato de Dom Joaquín Fonsdeviela, que doou à Academia no ano 1847 e que pode visto no Museu Museu de Cádis.

## Reconhecimento
Viu o seu mérito enquanto pintora, reconhecido pela Academia de Belas Artes de Cádiz, no dia 9 de dezembro de 1846.
A Academia Provincial de Belas Artes de Cádiz colocou um retrato da artista no salão onde levavam a cabo suas reuniões e foi mencionada e recordada por Adolfo de Castro no discurso pronunciado em 1851, aquando da distribuição de prémios aos alunos da escola.